# Serguéi Kirílchuk
Serguéi Kirílchuk –en ruso, Сергей Кирильчук– (22 de febrero de 1969) es un deportista bielorruso que compitió en lucha grecorromana. Ganó una medalla de plata en el Campeonato Europeo de Lucha de 1994, en la categoría de 90 kg.

## Palmarés internacional
| Campeonato Europeo | Campeonato Europeo | Campeonato Europeo | Campeonato Europeo |
| Año                | Lugar              | Medalla            | Categoría          |
| ------------------ | ------------------ | ------------------ | ------------------ |
| 1994               | Atenas (Grecia)    | Medalla de plata   | 90 kg              |